# Peter Mark Richman
Peter Mark Richman, all'anagrafe Marvin Jack Richman (Filadelfia, 16 aprile 1927 – Los Angeles, 14 gennaio 2021), è stato un attore statunitense.
Prima di fare l'attore, giocò a football per due anni nella squadra "Eastern Pro Conference" della Pennsylvania e lavorò anche come farmacista.
Nel 1953 sposò l'attrice Helen Theodora Landess da cui ebbe cinque figli: Howard Bennett, Kelly Allyn, Lucas, Orien e Roger Lloyd.

## Filmografia parziale

### Cinema
- La legge del Signore (Friendly Persuasion), regia di William Wyler (1956)
- Un uomo sbagliato (The Strange One), regia di Jack Garfein (1957)
- Orchidea nera (The Black Orchid), regia di Martin Ritt (1958)
- L'ombra della vendetta (The Crimebusters), regia di Boris Sagal (1962)
- Agente H.A.R.M. (Agent for H.A.R.M.), regia di Gerd Oswald (1966)
- L'ultimo colpo in canna (Day of the Evil Gun), regia di Jerry Thorpe (1968)
- Venerdì 13 parte VIII - Incubo a Manhattan (Friday the 13th Part VIII: Jason Takes Manhattan), regia di Rob Hedden (1989)
- Una pallottola spuntata 2½ - L'odore della paura (The Naked Gun 2½: The Smell of Fear), regia di David Zucker (1991)

### Televisione
- June Allyson Show (The DuPont Show with June Allyson) – serie TV, episodio 1x01 (1959)
- Gli uomini della prateria (Rawhide) – serie TV, episodio 1x02 (1959)
- Lotta senza quartiere (Cain's Hundred) – serie TV, 30 episodi (1960-1961)
- The Nurses – serie TV, episodio 2x06 (1963)
- Ben Casey – serie TV, episodio 3x14 (1963)
- Il virginiano (The Virginian) – serie TV, 4 episodi (1963-1971)
- Ai confini della realtà (The Twilight Zone) – serie TV, episodio 5x35 (1964)
- F.B.I. (The F.B.I.) – serie TV, 8 episodi (1965-1974)
- Selvaggio west (The Wild Wild West) – serie TV, episodio 1x08 (1965)
- Codice Gerico (Jericho) – serie TV, episodi 1x09-1x10 (1966)
- Squadra speciale anticrimine (The Felony Squad) – serie TV, episodio 1x28 (1967)
- Iron Horse – serie TV, episodio 1x26 (1967)
- Operazione ladro (It Takes a Thief) – serie TV, episodio 1x02 (1968)
- Bonanza – serie TV, episodio 10x14 (1968)
- Lancer – serie TV, episodio 1x19 (1969)
- Giovani avvocati (The Young Lawyers) – serie TV, episodio 1x16 (1971)
- Longstreet – serie TV, 21 episodi (1971-1972)
- Le strade di San Francisco (The Streets of San Francisco) – serie TV, 1 episodio (1973)
- I grandi eroi della Bibbia (Greatest Heroes of the Bible) – miniserie TV, 8 puntate (1978-1979)
- Charlie's Angels – serie TV, episodio 4x13 (1979)
- L'incredibile Hulk (The Incredible Hulk) – serie TV, episodio 5x05 (1981)
- Fantasilandia (Fantasy Island) – serie TV, 4 episodi (1978-1983)
- Supercar (Knight Rider) – serie TV, episodi 2x18-2x19-4x08 (1984-1985)
- Santa Barbara – soap opera, 28 puntate (1984)
- Dynasty – serie TV, 27 episodi (1981-1984)
- La signora in giallo (Murder, She Wrote) – serie TV, episodio 3x07 (1986)
- I difensori della Terra (Defenders of the Earth) – serie TV, 31 episodi (1986-1991)

## Doppiatori italiani
- Pino Locchi in La legge del Signore
- Giuseppe Rinaldi in Orchidea nera
- Sergio Di Stefano in Venerdì 13 parte VIII - Incubo a Manhattan
- Michele Kalamera in Santa Barbara